# Левица у Европском парламенту
Европска уједињена левица — Нордијска зелена левица (ГУЕ / НГЛ) је левичарска политичка група у Европском парламенту основана 1995. Групу чине политичке партије углавном социјалистичке и комунистичке оријентације.
Партија европске левице и Нордијска зелена левица су припаднице ове групе.